# Amazone impériale
Amazona imperialis
Espèce
Synonymes
- Amazona augusta
 (Vigors 1836) nec Shaw 1792

Statut de conservation UICN

 CR C2a(i,ii); D : 
En danger critique
Statut CITES
L'amazone impériale (Amazona imperialis), dite aussi sisserou, est une espèce néotropicale de psittacidés.

## Description
Cet oiseau est proche de l'amazone de Bouquet ou amazone à cou rouge. C’est toutefois l’espèce la plus grande du genre Amazona, pouvant mesurer jusqu’à 45 centimètres de long. Elle se distingue également de l'amazone de Bouquet par la coloration bleu violet de la tête, de la nuque et de la poitrine. Les deux sexes sont similaires.

## Répartition

Drapeau de la Dominique, arborant une amazone impériale.

L’amazone impériale est endémique aux forêts montagneuses de la Dominique, une île de l'archipel des Petites Antilles. Cette espèce y est considérée comme l’oiseau emblème et est représentée sur le drapeau de la Dominique.

## Habitat
L’amazone impériale vit dans les forêts primaires entre 600 et 1 200 mètres d'altitude et niche dans les arbres creux.

## Alimentation
Son régime alimentaire consiste essentiellement de fruits et de graines.

## Population et conservation
Sa population ne comptait plus qu'une centaine d'individus en 1993 et moins de 200 au début des années 2000. L’amazone impériale est considérée en danger selon l’UICN. Il est placé sous l’annexe I et II de la CITES. Ce statut est basé sur une très faible population, la perte continue de son habitat, la capture pour le trafic et les dommages occasionnels causés par les ouragans (notamment David en 1979 et Maria en 2017). Le Parc national du Morne Diablotin est créé en 2020 pour préserver l'espèce.

## Référence
- Richmond, 1899 : Four preoccupied names. Auk, vol. 16, p. 186-187.